# Петар Чихачов
Петар Александрович Чихачов (рус. Пётр Алекса́ндрович Чихачёв; Гатчина, 16. август 1808 — Фиренца, 13. октобар 1890) био је истакнути руски географ, геолог, природњак и путописац, од 1876. почасни члан Руске академије наука и пуноправни члан Француске академије наука.
Аутор је бројних географских и геолошких студија везаних за Алтај, Синкјанг (1845) и Малу Азију, а њему у част једна од Алтајских планина носи његово име.
Његов млађи брат је путописац и географ Платон Чихачов (1812–1892).

## Биографија
Петар Чихачов рођен је у Гатчини, у летњој резиденцији велике војвоткиње Марије Фјодоровне, супруге императора Павла I, где је његов отац Александар Петрович радио као управник. Након што је његов отац пензионисан 1820. године, породица се сели у Царско Село где је стекао основно образовање. Потом се уписује на Петербуршки универзитет, а поједина предавања везана за минеарологију и геологију слушао је и на Париском универзитету. После окончања студија једно време је радио као преводилац у Министарству спољних послова, а потом и у амбасади Русије у Константинопољу.
Са научно-истраживачким радом почиње 1839. године, када су почела његова обимна истраживања природних богатстава и геологије Апенинског полуострва, посебно његових јужних делова.
Године 1842. учествовао је у великој експедицији по Алтајским планинама, чији циљ је било детаљно и опширно изучавање физичко-географских и геолошких карактеристика тог подручја. Експедиција је открила изворишта река Абакан, Чу и Чулишман, а истраживања су вршена и на подручју Сајанских планина. У северном делу Алтајских планина експедиција је пронашла и детаљно мапирала један од највећих угљеноносних ревира на свету – Кузњечки угљеноносни басен. У својим студијама Чихачов је између осталих изучавао и друштвене активности локалног становништва (култура, живот, обичаји). Резултате „Алтајске експедиције” објавио је 1845. године у Паризу, у студији Путовања на источни Алтај и погранична подручја са Кином (фр. Voyage scientifique dans l’Altaï oriental et les parties adjacentes de la frontière de Chine par Pierre de Tchihatcheff…).
Потом је две године служио као аташе у амбасади Русије у Константинопољу, и за то време је учио турски језик. Године 1847. напушта дипломатску службу и посвећује се опсежним истраживањима Мале Азије, а резултате тих истраживања објавио је у опсежној студији Физичке, статистичке и археолошке одлике Мале Азије (фр. Asie Mineure: Description physique, statistique et archéologique de cette contrée). У периоду 1863–1864. предводио је осам истраживачких експедиција по Јерменији, Курдистану, Источној Тракији и Малој Азији. Као резултат његових истраживања, састављене су свеобухватне карте тог подручја, а региону Мале Азије посветио је око сто студијских радова.
Године 1880. објавио је путопис Шпанија, Алжир и Тунис (фр. Espagne, Algérie et Tunisie) у којем је описао своја запажања са путовања по јужној Шпанији, Алжиру и Тунису из 1878. године. У својим радовима бавио се не само физичко-географским, већ и политичким анализама везаним за такозвано „источно питање”.
Током 1890. године објавио је неколико научних студија под насловом Физичко-географске студије (фр. Etudes de géographie et d'histoire naturelle) које су се бавиле опширним истраживањима пустињских подручја на Земљи, а које
није успео да заврши. Преминуо је 13. августа 1890. године у Фиренци од последица изазваних упалом плућа.